# Подлинная история Робин Гуда
Подлинная история Робин Гуда (англ. A True Tale of Robin Hood, Child 154, Roud 3996) — баллада английского происхождения, входящая в корпус историй, повествующих о Робин Гуде. Она принадлежит перу известного сочинителя баллад первой половины XVII века Мартина Паркера и внесена в реестр гильдии книготорговцев (Stationers' Register) в 1632 году. Баллада представляет собой сравнительно длинную переработку известных к тому времени историй о Робин Гуде, якобы «очищенную» от вымысла. В действительности Паркер добавляет много деталей от себя, получив на выходе отвечающую настроениям общества того времени антиклерикальную мораль.

## Сюжет
Граф Хантингдонский, непревзойдённый лучник, растрачивает всё своё состояние и оказывается вне закона из-за долга перед аббатом. Под именем Робина Гуда он укрывается в лесу с отрядом из трёхсот человек, грабя богачей, помогая беднякам и питая особую неприязнь к церковникам — попавших к нему в плен монашествующих братьев он оставляет без тестикул. Все попытки захватить его или разбить оканчиваются поражением нападавших — так, когда епископ Илийский атакует Робина с тысячным отрядом, он теряет две сотни людей и не добивается успеха. В конце концов разбойник решает просить помилования у короля, но не дожидается ответа: он умирает от кровопускания, совершённого человеком церкви. Баллада заканчивается рассуждением автора о том, что теперь времена таких историй прошли, а также цитированием рифмованной надписи на предполагаемом надгробии Робин Гуда.
Паркер, несомненно, был знаком с «Большой хроникой» Ричарда Графтона и с «Малой жестой о Робин Гуде». Также в своей работе он использовал эпизоды пьесы Энтони Мандея  «Падение Роберта, графа Хантингдонского», баллад «Робин Гуд и епископ», «Робин Гуд и королева Кэтрин» и, возможно, концовку баллады «Благородный рыбак».